# Till I Met You
Till I Met You es una serie de televisión filipina transmitida por ABS-CBN desde el 29 de agosto de 2016 hasta el 20 de enero de 2017. Está protagonizada por James Reid, Nadine Lustre y JC Santos.

## Argumento
Iris (Nadine Lustre), Ali (JC Santos) y Basti (James Reid) se encuentran en un triángulo amoroso inusual. A medida que surjan conflictos que sean llevados a la situación difícil si luchar por su amor o salvar su amistad.

## Elenco

### Elenco principal
- James Reid como Sebastian "Basti" Valderama.
  - Kimi Hamzic como Sebastian "Basti" Valderama (joven).
- Nadine Lustre como Iris Duico.
  - Oona Abellana como Iris Duico (joven).
- JC Santos como Alejandro "Ali" Nicolas.
  - Andrez Del Rosario Alejandro "Ali" Nicolas (joven).

### Elenco secundario
- Carmina Villaroel como Cassandra "Cass" Duico.
- Pokwang como Agnes Nicolas.
- Zoren Legaspi como Nestor Valderama.
- Angel Aquino como Valerie "Val" Valderama.

### Elenco extendido
- Kim Molina como Kelly.
- Noel Trinidad como Soc Duico.
- Robert Seña como Gen. Gregorio "Greggy" Nicolas
- Bugoy Cariño como Jomar.
- Francis Lim como Paolo Duico.
- Princess Merhan Eibisch como Zoe Duico.
- William Lorenzo como Pilo.
- Tess Antonio como Nanet.
- Enzo Pineda como Stephen Camacho.

### Elenco de invitados
- Prince Stefan como Nico.
- Fred Lo como Timothy.
- Loisa Andalio como Kara.
- Paolo Paraiso como Romeo Montenegro.

### Participaciones especiales
- Richard Yap como Oliver Duico.
- Jay Manalo como Robert Ernesto Galang.